# Gerard Hoffnung
Gerard Hoffnung est un musicien et dessinateur allemand, né le 22 mars 1925 à Berlin et mort le 25 septembre 1959 à Londres. Tubiste de formation, il est surtout connu pour ses œuvres humoristiques et ses caricatures.

## Biographie
Né à Berlin dans une famille juive aisée, il quitte l'Allemagne avec ses parents en 1939 pour Londres. Il y suit les cours de la Highgate School pendant que son père part s'occuper d'affaires bancaires en Palestine (cette séparation temporaire deviendra finalement définitive du fait de la Seconde Guerre mondiale). Non mobilisable en raison de ses origines germaniques, il est employé dans une laiterie avant de devenir professeur de dessin à la Stamford School en 1945. Il commence à publier des caricatures dans différents journaux et écrit des chroniques radiophoniques pour l'émission dominicale, One Minute Please. En 1952, il épouse Annetta Bennett, qui veillera à la promotion de l'œuvre de son époux après sa mort prématurée.
Hoffnung meurt en effet d'une hémorragie cérébrale en 1959 à 34 ans, après avoir occupé deux décennies à une quantité considérable d'activités comme — entre autres — celles de caricaturiste, tubiste, impresario, producteur de radio et conférencier, notamment pour les Oxford et Cambridge Union Societies (en).
En tant que caricaturiste, il est l'auteur d'une série de recueils de dessins humoristiques se moquant gentiment des chefs d'orchestre et des instrumentistes. Certains d'entre eux ont été adaptés en 1965 par les studios Halas et Batchelor sous la forme d'un court métrage d'animation intitulé The Hoffnung Symphony Orchestra.
Il reste toutefois plus connu pour ses deux séries de concerts musicaux « décalés » organisés au Royal Festival Hall de Londres en 1956 et 1958, auxquels ont participé des musiciens éminemment « sérieux ». Parmi les œuvres composées spécialement pour l'occasion, on trouve la Grande, Grande ouverture, op. 57, de Malcolm Arnold pour 3 aspirateurs, 1 machine à cirer, 4 fusils et orchestre, dédiée au président américain Herbert Hoover, le Concerto popolare de Franz Reizenstein, décrit comme le « concerto pour piano qui met un terme à tous les concertos pour piano », le Concerto pour tuyau d'arrosage et cordes, l'opéra Let's Fake an Opera ou The Tales of Hoffnung ou encore un extrait de l'oratorio de William Walton, Belshazzar's Feast (en), dirigé par le compositeur et constitué d'une seule note : le mot Slain ! (« Tué ! ») crié par le chœur. Une grande partie de l'humour d'Hoffnung repose en effet sur la durée des œuvres. Un exemple marquant est le Bricklayer's Lament (« La Lamentation du maçon »), interprété lors d'une conférence  à l'Oxford Union en 1958.
Malgré ses racines d'Europe centrale, la vie d'Hoffnung était tout à fait conforme à la tradition d'excentricité britannique. Il affectait, consciemment ou non, l'allure d'un vieux maître de musique, un rôle peaufiné lorsqu'il enseignait à l'École de Stamford (en), où l'on se souvient encore de ses frasques. Sa voix avait la raucité que l'on associe à l'âge, son élocution était lente et hésitante à l'ancienne mode, à moins que ce ne soit en hommage au colonel Blimp. Ses excentricités étaient à ce point légendaires que les histoires à son sujet avaient beau paraître fantastiques, elles n'en demeuraient pas moins crédibles, personne n'étant en mesure d'en imaginer de telles. Par exemple, on rapporte qu'il avait la manie d'apprendre à siffler des symphonies entières, appelant ses amis chefs d'orchestre au téléphone pour se les remémorer. Décrivant son activité de caricaturiste, il semblait la considérer comme quelque chose d'incontrôlé, d'inconscient : 

« Lorsque j'essaie de dessiner quelque chose, une chaise par exemple, cela a toujours une expressivité. Je ne peux rien y faire. »

De fait, les objets inanimés qu'il dessine semblent acquérir une personnalité, aussi n'est-il pas étonnant qu'il se soit tourné vers la caricature et l'exagération surréaliste, comme dans le dessin du musicien dévoré par le Serpent qu'il cherche à jouer ou celui du chanteur dont les boutons de veste sont des boutons de commande fort, doux, tremolo, sanglot, etc.
Le personnage public excentrique et spirituel ne doit cependant pas occulter un aspect plus réfléchi et sérieux. En 1955, il rejoint le mouvement Quaker et devient visiteur des prisons. Plus encore, selon Joel Marks, la position d'Hoffnung sur « les questions raciales, l'homosexualité, le désarmement nucléaire, le mauvais traitement des animaux (en particulier la chasse) et, partant de là, la musique de Bartók et de Schönberg [était] généreuse et passionnée. »
Il apprend à jouer du tuba, suffisamment bien pour jouer en concert le Concerto pour tuba en fa mineur de Vaughan Williams mais aussi pour devenir membre (et bouffon) de l'orchestre du Morley College, un ensemble amateur londonien fort respecté.
La maison d'Hoffnung ressemble à une sorte de salon littéraire pour musiciens, artistes, écrivains et amis en général. Étant donné son goût pour le divertissement, il est surprenant qu'il ait trouvé le temps de réaliser autant de choses.
Depuis un demi-siècle, son concept de concert a été perpétué par sa veuve Annetta et ses collaborateurs. Des centaines de concerts ont été ainsi organisés principalement dans les pays anglophones mais aussi francophones comme à l'Opéra de Lausanne le 31 décembre 2005.
Son fils, Ben Hoffnung, est timbalier des London Mozart Players

## Œuvres

### Recueils de dessins
- 1951 : The Right Playmate (texte de James Broughton)
- 1953 : The Maestro
- 1954 : Points for Parents (illustrations du livre de Lady Pakenham)
- 1955 : Bouverie Ballads (illustrations des poèmes de Percy Cudlip) ; The Hoffnung Symphony Orchestra ; The Isle of Cats (illustrations du livre de  John Symond)
- 1956 : The Hoffnung Music Festival
- 1957 : The Hoffnung Companion to Music
- 1958 : Hoffnung's Musical Chairs
- 1959 : Ho Ho Hoffnung ; Hoffnung's Acoustics
- 1960 : O Rare Hoffnung ; Birds, Bees and Storks
- 1961 : Hoffnung's Little Ones
- 1962 : Hoffnung's Constant Readers
- 1963 : The Penguin Hoffnung
- 1968 : Hoffnung's Encore
- 1984 : Hoffnung's Humoresque

## Discographie
- Hoffnung's Music Festivals, EMI Classics CMS7 63302 2, 1994[12] — Concerts de 1956 et 1958
- Hoffnung at Large (2 CD), BBC Audio, 2002 — Interviews, conférences et chroniques radiophoniques
- Hoffnung, a Last Encore (2 CD), BBC Radio Collection, 2002 — Interviews et conférences
- The Hoffnung Festival Of Music(2 CD), Decca, 2002
- Hoffnung Festival 33 tours no 1 Harmonia mundi HM 768
- Hoffnung Festival 33 tours no 2 Harmonia mundi HM 769  - les trois disques sous licence EMI-GB
- Hoffnung Festival 33 tours no 3 Harmonia mundi HM 770